# SN 2007fg
SN 2007fg – supernowa typu II odkryta 3 lipca 2007 roku w galaktyce A140736+3840. W momencie odkrycia miała maksymalną jasność 18,10m.